# Netumbo Nandi-Ndaitwah
Netumbo Nandi-Ndaitwah (sinh ngày 29 tháng 10 năm 1952) là một chính trị gia người Namibia, hiện tại là tổng thống Namibia từ ngày 21 tháng 3 năm 2025 và là nữ tổng thống đầu tiên. Trước đó, bà là phó tổng thống từ năm 2024 đến năm 2025 trong nhiệm kỳ của Tổng thống Nangolo Mbumba. Bà từng là Bộ trưởng Bộ Quan hệ và Hợp tác Quốc tế của Namibia kể từ tháng 12 năm 2012. Từ tháng 3 năm 2010 đến tháng 12 năm 2012, bà là Bộ trưởng Bộ Môi trường và Du lịch. Nandi-Ndaitwah là một thành viên của SWAPO, đảng cầm quyền của Namibia, và là thành viên lâu năm của Quốc hội Namibia. Năm 2017, Nandi-Ndaitwah được bầu làm Phó Chủ tịch Đảng Swapo tại Đại hội lần thứ sáu của đảng. Bà là người phụ nữ đầu tiên giữ vị trí này.

## Sự nghiệp chính trị
Sinh ra tại Onamutai ở vùng Oshana, Nandi-Ndaitwah đã lưu vong và gia nhập các thành viên SWAPO khác ở Zambia năm 1974. Bà sau đó làm việc tại trụ sở SWAPO ở Lusaka / Zambia từ năm 1974 đến 1975 và tham dự một khóa học tại Trường Komsomol cao cấp ở Liên Xô từ năm 1975 đến năm 1976. Nandi-Ndaitwah trở thành Phó Đại diện của SWAPO tại Zambia từ năm 1976 đến năm 1978 và Trưởng đại diện tại Zambia từ năm 1978 đến năm 1980. Từ năm 1980 đến 1986, bà là Trưởng đại diện của SWAPO ở Đông Phi, đặt tại Dar es Salaam. Bà là thành viên của Ủy ban Trung ương SWAPO từ năm 1976 đến năm 1986 và là Chủ tịch của Tổ chức Phụ nữ Quốc gia Nam Phi (NANAWO) từ năm 1991 đến năm 1994. Bà là thành viên của Quốc hội Namibia từ năm 1990. Bà là Thứ trưởng Bộ Ngoại giao. từ 1990 đến 1996, Tổng giám đốc phụ nữ trong Văn phòng Chủ tịch từ 1996 đến 2000 và sau đó là Bộ trưởng Bộ phụ nữ. Vào tháng 3 năm 2023, Tổng thống Hage Geingob đã đề cử Netumbo Nandi-Ndaitwah làm ứng cử viên duy nhất của đảng Swapo cầm quyền trong cuộc bầu cử tổng thống vào tháng 11 năm 2024.